# پوتا (باکو)
پوتا (به لاتین: Puta) یک منطقه مسکونی در جمهوری آذربایجان است که در قره‌داغ رایون از توابع شهر باکو واقع شده است. پوتا ۱۲۵۳ نفر جمعیت دارد.